# Jan Kregel

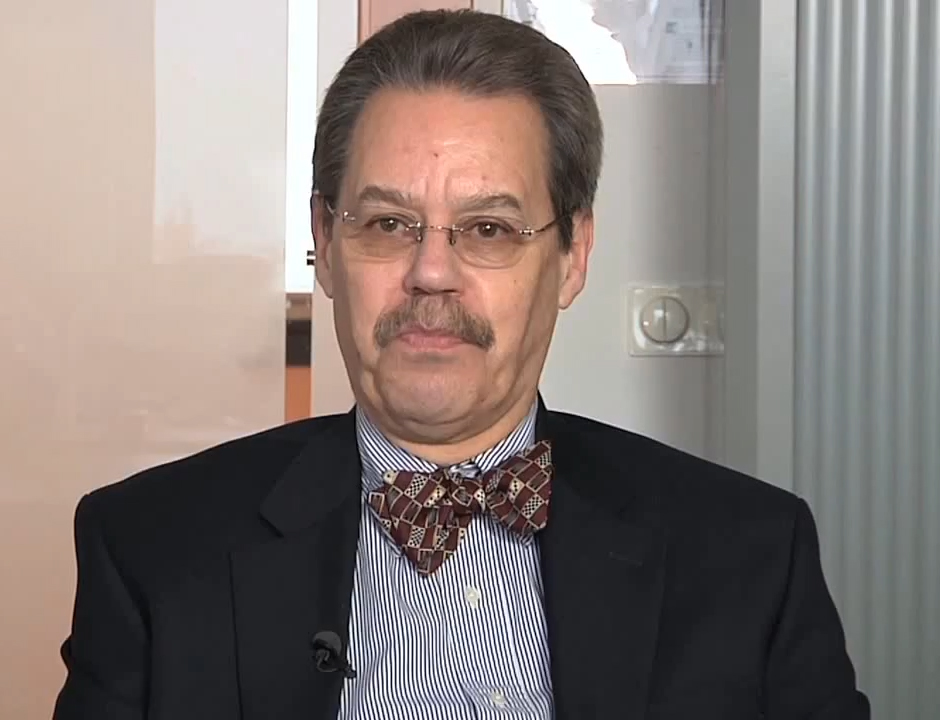
Jan Kregel, 2012

Jan A. Kregel (nacido el 19 de abril de 1944) es un eminente economista postkeynesiano. 

## Trayectoria
Kregel ha servido desde 2006 como profesor de finanzas y desarrollo en la Universidad Tecnológica de Tallin, Estonia. Es profesor adjunto en el Johns Hopkins SAIS (SAIS), cuyo Centro de Bolonia codirigió a fines de la década de 1980, y ha sido también profesor visitante en la Universidad de Misuri en Kansas City. También es uno de los mayores académicos en el Instituto de Economía Levy del Bard College. Hasta 2007, fue Jefe de la División de Análisis de Políticas y Desarrollo de la Oficina de Financiación para el Desarrollo del Departamento de Asuntos Económicos y Sociales de las Naciones Unidas. Hasta 2004, fue Experto de Alto Nivel en Finanzas Internacionales y Macroeconomía en la Oficina de Enlace de Nueva York de la UNCTAD, siendo en esencia su principal economista. Durante muchos años, ocupó la Cátedra de Economía Política en la Universidad de Bolonia. 
Kregel estudió principalmente en la Universidad de Cambridge (con los principales economistas keynesianos Joan Robinson y Nicholas Kaldor) y en la Universidad de Rutgers ( Ph.D. 1970 bajo la supervisión de Paul Davidson). Es miembro vitalicio de la Royal Economic Society en Londres y en 2000 cofundó The Other Canon, un centro y red para la investigación económica heterodoxa, con el principal fundador y presidente ejecutivo Erik Reinert.
"En el período 1970-75, el profesor Kregel se ocupó de la síntesis, integración y delineamiento de una metodología y paradigma poskeynesiano. Desde mediados de la década de 1970 hasta fines de la década de 1980, trabajó en el análisis de la toma de decisiones bajo incertidumbre, en la formación de los precios de los activos y en el análisis del Capítulo 17 de la Teoría General de Keynes. En 1988, el profesor Kregel demostró que la preferencia por la liquidez de Keynes y el análisis de los tipos de interés eran en realidad dos lados de la teoría de la demanda efectiva. Sus trabajos más recientes sobre formación de precios y estructura de mercado proporcionan una poderosa crítica de la teoría neoclásica de precios y proponen una alternativa keynesiana en la que las expectativas de futuro entran en la determinación actual de precios y en los que los arreglos institucionales sustentan el proceso de formación de precios". (Universidad de Misuri en Kansas City) 
El Profesor Kregel es el director del Programa de la Maestría en Ciencias en Teoría y Política Económicas del Instituto de Economía Levy del Bard College. El programa se inició en 2014.

## Publicaciones de Jan Kregel
- Tasa de beneficio, distribución y crecimiento: dos puntos de vista. Londres: Macmillan; Chicago: Aldine, 1971
- La teoría del crecimiento económico. Londres: Macmillan, 1972
- La reconstrucción de la economía política. Londres: Macmillan, 1973
- La teoría del capital. Londres: Macmillan, 1976
- Choque del mercado: una agenda para la reconstrucción económica y social de Europa central y oriental. Ann Arbor: University of Míchigan Press, 1992 (con otros)
- Desarrollo económico e inestabilidad financiera: ensayos seleccionados. Londres: Himno, 2014